# Великая Афродита
Великая Афродита (англ. Mighty Aphrodite) — американская кинокомедия 1995 года.

## Сюжет
Спортивный репортёр Ленни Вейнриб женат на карьеристке Аманде. Аманда готова стать матерью, но не хочет быть беременной и рожать, поэтому супруги (несмотря на то, что Ленни вообще против детей) принимают решение об усыновлении. В их семье появляется сын Макс. По мере его взросления Ленни понимает, что мальчик удивительно интеллигентен и умён. Ленни решает выяснить, кем же была биологическая мать Макса. После нелёгких поисков он узнаёт, что матерью Макса является проститутка Линда Эш. Ленни договаривается с ней о встрече, и с первого взгляда она производит на него удручающее впечатление своей глупостью, хамством и беспочвенными амбициями. Линда пытается соблазнить Ленни, но он её с брезгливостью отвергает, призывая прекратить занятие проституцией. Тем не менее, через какое-то время Ленни и Линда сближаются, и он решает помочь ей измениться: улучшить внешность, манеры поведения и образ жизни, между тем вызнавая у неё подробности о брошенном сыне, не раскрывая, что он растит его сейчас. Вскоре Ленни знакомит Линду со своим другом Кевином, и у них возникают чувства, но Кевин случайно узнаёт правду о прошлом Линды и бросает её…
В то время как Ленни занят устройством судьбы Линды, его жена изменяет мужу со своим коллегой Джерри. Узнав об этом, Ленни соглашается на секс с Линдой, но всё равно Аманда и Ленни остаются вместе. Линда находит себе мужа — пилота вертолёта Дона.
Переплетение сюжетных линий заканчивается на том, что Линда забеременела от Ленни; год спустя они случайно встречаются в детском магазине: у Ленни — ребёнок Линды, а у неё — от Ленни, но ни один из них не знает секрета другого.
Яркой режиссёрской находкой фильма является появление персонажей древнегреческой мифологии: они поют, комментируют происходящее, а иногда даже вмешиваются в действо.

## В ролях
- Вуди Аллен — Ленни Вейнриб
- Хелена Бонэм Картер — Аманда Вейнриб, жена Ленни
- Мира Сорвино — Линда Эш
- Майкл Рапапорт — Кевин, друг Ленни
- Питер Уэллер — Джерри Бендер, коллега и любовник Аманды
- Клер Блум — миссис Слоан[1]
- Ф. Мюррей Абрахам — солист древнегреческого хора
- Олимпия Дукакис — Иокаста[2]
- Дэвид Огден Стирс — Лаий
- Джек Уорден — Тиресий
- Даниэль Ферланд — Кассандра

## Критика
- «…остроумно, живо и красиво сделано…»[3] The New York Times[4]
- «…солнечная комедия… потенциальная трагедия со счастливым концом…»[5] англ. Chicago Sun-Times[6]
- «…изобретательский фильм, творческий и богатый деталями… Невероятное остроумие Вуди Аллена является сердцем всего удивительного в ленте…»[7] San Francisco Chronicle[8]
- «…в фильме представлена Сорвино, дочь известного актёра Пола Сорвино, и она сыграла сенсационно, показав поразительный юмор»[9] Rolling Stone[10]
- «…фильм яркий, пенистый, но среднего уровня для Вуди… Несколько многовато сцен с греческим хором и судорожным смехом… Самый большой сюрприз ленты, приманка — это Сорвино, которая смогла выйти за пределы образа „шлюхи-с-золотым-сердцем“ и предстать глубоко симпатичным и привлекательным персонажем. Ни по одной из сыгранных ею ранее ролей нельзя было предполагать для неё эту роль, но появление Сорвино здесь поставит её на гораздо более видное место»[11] Variety[12]

## Награды и номинации[13]
- 1996 — премия «Оскар» за лучшую женскую роль второго плана (Мира Сорвино), а также номинация за лучший оригинальный сценарий (Вуди Аллен)
- 1996 — премия «Золотой глобус» за лучшую женскую роль второго плана (Мира Сорвино)
- 1996 — премия «Выбор критиков» за лучшую женскую роль второго плана (Мира Сорвино)
- 1996 — номинация на премию BAFTA за лучшую женскую роль второго плана (Мира Сорвино)
- 1996 — номинация на премию Гильдии киноактёров США за лучшую женскую роль второго плана (Мира Сорвино)
- 1996 — номинация на премию Гильдии сценаристов США за лучший оригинальный сценарий (Вуди Аллен)
- 1995 — премия Национального совета кинокритиков США за лучшую женскую роль второго плана (Мира Сорвино), а также попадание в десятку лучших фильмов года

## Премьерный показ в разных странах[14]
- Канада — 13 сентября 1995 (Кинофестиваль в Торонто)
- США — октябрь 1995 (Кинофестиваль в Чикаго); 27 октября 1995 (ограниченный показ); 11 января 1996 (всеобщий показ)
- Португалия — 10 февраля 1996
- Франция — 14 февраля 1996
- Австралия — 15 февраля 1996
- Испания — 22 февраля 1996
- Аргентина — 21 марта 1996
- Норвегия, Швеция — 29 марта 1996
- Великобритания — 12 апреля 1996
- Бельгия — 24 апреля 1996
- Польша — 26 апреля 1996
- Бразилия — 18 мая 1996
- Турция — 24 мая 1996
- Нидерланды — 30 мая 1996
- Гонконг — 6 июня 1996
- Дания — 19 июля 1996
- Германия — 15 августа 1996
- Финляндия — 30 августа 1996
- ЮАР — 31 января 1997
- Южная Корея — 13 сентября 1997
- Венгрия — 18 сентября 1997